# Salamandra
Salamandra is een geslacht van salamanders uit de familie echte salamanders (Salamandridae). De groep werd beschreven door Josephus Nicolaus Laurenti in 1768. Uit nader literatuuronderzoek bleek dat François Alexandre Pierre de Garsault al in 1764 een geldige beschrijving had gemaakt en dus volgens de nomenclatuurregels de auteur is van deze geslachtsnaam.

## Verspreiding en leefgebied
Er zijn zeven soorten die voorkomen in centraal- en zuidelijk Europa, noordwestelijk Afrika en westelijk Azië. De soort Salamandra longirostris werd lange tijd als een ondersoort van de vuursalamander gezien (Salamandra salamandra longirostris)

## Soorten
- Salamandra algira – Noord-Afrikaanse vuursalamander
- Salamandra atra – Alpenlandsalamander
- Salamandra corsica – Corsicaanse vuursalamander
- Salamandra infraimmaculata
- Salamandra lanzai – Lanza's alpenlandsalamander
- Salamandra longirostris
- Salamandra salamandra – Vuursalamander